# 30 Rock (1.ª temporada)
A primeira temporada da sitcom norte-americana 30 Rock, foi ao ar originalmente entre 11 de Outubro de 2006 e 26 de Abril de 2007 na National Broadcasting Company (NBC). Foi produzida pela Broadway Video, Little Stranger e pela NBC Universal e os produtores executivos foram a criadora da série, Tina Fey, Lorne Michaels, Joann Alfano, Marci Klein e David Miner.
A série centra-se no TGS with Tracy Jordan, uma comédia fictícia que se encontra na série, e na vida da sua escritora principal, Liz Lemon, interpretada por Fey, como ela controla o seu trabalho e sua vida pessoal. A temporada tem 21 episódios; 19 episódios tiveram cerca de 22 minutos de duração, e os outros dois episódios tiveram cerca de 26 minutos de duração, devido ao aumento de tempo desses episódios feito pela NBC. A temporada mudou de horário três vezes durante a sua execução. Os quatro primeiros episódios foram ao ar às quartas-feiras às 20h00, os treze episódios seguintes foram exibidos às quintas-feiras às 21h30, e os quatro últimos episódios foram ao ar às quintas-feiras às 21h00.
A temporada recebeu opiniões favoráveis em geral, e foi nomeada para dez Emmy Awards: seis Primetime Emmy Awards e quatro Creative Arts Emmy Awards. Apesar do sucesso de crítica, a série teve dificuldades nas audiências, e teve em média 5,8 milhões de telespectadores em todos os 21 episódios. O DVD em box set desta temporada de 30 Rock foi lançado em 4 de Setembro de 2007 na Região 1, e em 17 de Março de 2008 na Região 2.

## Equipa
A temporada foi produzida pela Broadway Video, Little Stranger e NBC Universal e foi exibida pela NBC nos Estados Unidos. Os produtores executivos foram a criadora Tina Fey, Lorne Michaels, Joann Alfano, Marci Klein e David Miner, com Brett Baer, Dave Finkel, Jack Burditt e John Riggi sendo os co-produtores executivos. Robert Carlock foi o co-produtor executivo no episódio "Pilot" até o episódio "Black Tie". Carlock foi, então, creditado como produtor executivo, a partir do episódio "Up All Night" em diante, com excepção do episódio "The C Word", que foi exibido fora da ordem da produção. Os produtores para a temporada foram o compositor de música e marido de Fey, Jeff Richmond e Jerry Kupfer, com Irene Burns, Matt Hubbard e Diana Schmidt sendo os coprodutores.
Houve oito directores diferentes durante a temporada. Os escritores foram Tina Fey, John Riggi, Robert Carlock, Jack Burditt, Dave Finkel, Brett Baer, o co-produtor Matthew Hubbard e Kay Cannon. Eles todos escreveram ou co-escreveram pelo menos dois episódios. Daisy Gardner, que co-escreveu o episódio "The Source Awards" com Robert Carlock, foi uma escritora convidada. Aqueles que dirigiram mais de um episódio foram o produtor supervisor Adam Bernstein, Gail Mancuso, Don Scardino, Michael Engler e Beth McCarthy-Miller. Houve três directores que só dirigiram um episódio ao longo da temporada, eles foram Juan José Campanella, Scott Ellis e Dennie Gordon. Fey e Carlock foram os produtores da temporada.

## Elenco

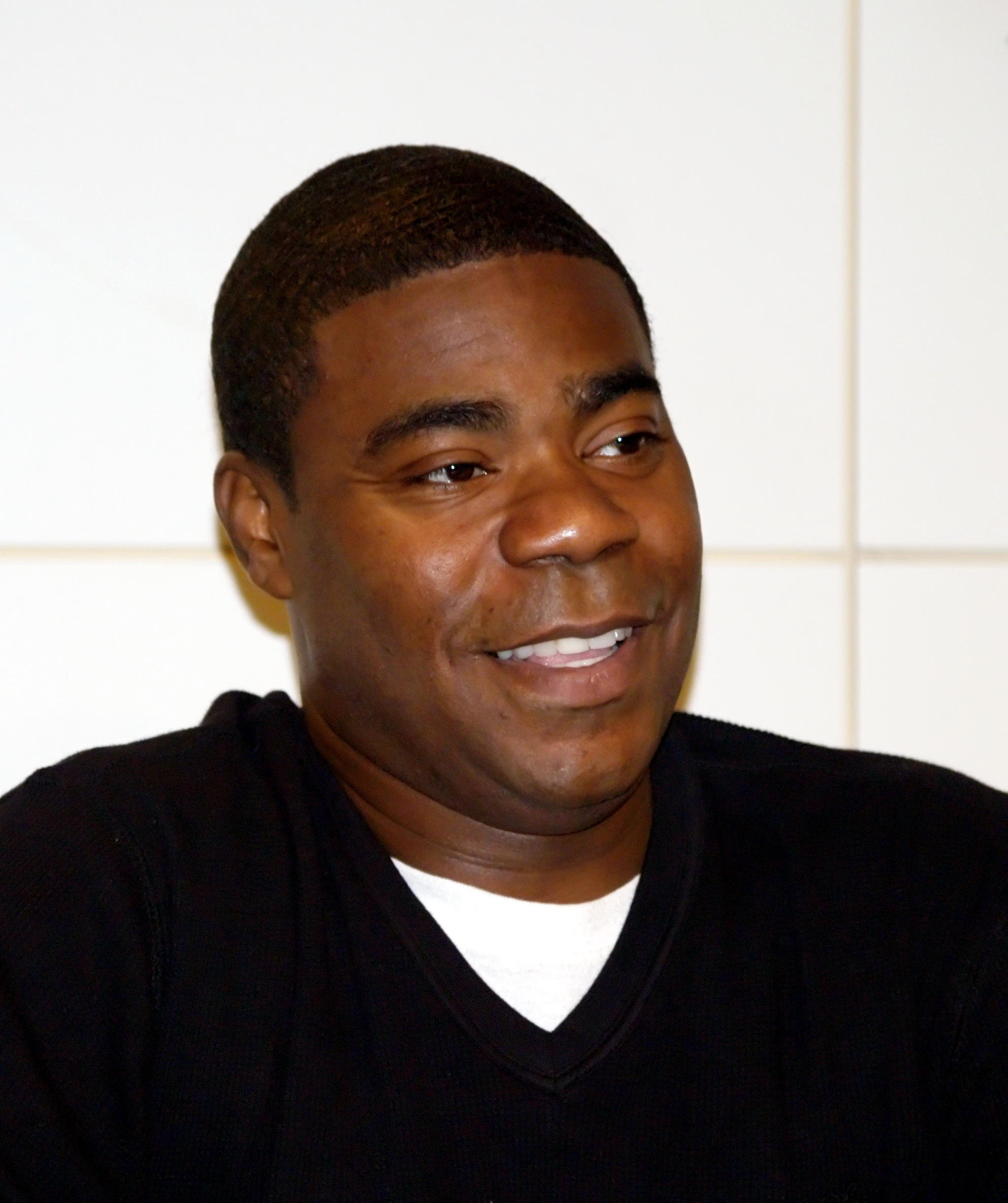
Tracy Morgan interpretou Tracy Morgan, a nova estrela do TGS.

Esta temporada teve um elenco de sete actores que foram creditados na abertura. Tina Fey interpretou Liz Lemon, a escritora chefe de um fictício sketch de comédia apresentado ao vivo chamado TGS with Tracy Jordan (vulgarmente conhecida apenas como TGS). O elenco do TGS é composto por três actores, dois dos quais fazem parte do elenco principal da primeira temporada de 30 Rock. Eles são a estrela de cinema Tracy Jordan, interpretado por Tracy Morgan, e a viciada na ribalta Jenna Maroney, interpretada por Jane Krakowski. Jack McBrayer interpretou o ingénuo paquete da NBC nascido no Sul, Kenneth Parcell. Scott Adsit actuou o sábio e espirituoso produtor do TGS, Pete Hornberger. Judah Friedlander interpretou o rabugento usuário de chapéus de camionista e repulsivo escritor Frank Rossitano. Alec Baldwin interpretou o alto executivo Jack Donaghy, que no início da temporada, é empregado para reequipar o TGS. O cargo do Donaghy no início da série é o Chefe da televisão da Costa Este e da programação de microondas.
A temporada inclui ainda uma série de personagens secundárias, incluindo Keith Powell como James "Toofer" Spurlock, um escritor do TGS, e Lonny Ross como Josh Girard, que é um escritor pessoal da TGS assim como um membro do elenco. Katrina Bowden foi a assistente geral do TGS, Cerie Xerox. Estes actores foram promovidos a membros do elenco principal na segunda temporada. Outros papéis recorrentes incluem Maulik Pancholy como Jonathan, o assistente de Jack, Grizz Chapman como "Grizz" Griswold, Kevin Brown como "Dot Com" Slattery, John Lutz como John D. Lutz, e Chris Parnell como Dr. Leo Spaceman.

## Recepção

### Recepção crítica
| Críticas profissionais | Críticas profissionais |
| Pontuações agregadas   | Pontuações agregadas   |
| Fonte                  | Avaliação              |
| ---------------------- | ---------------------- |
| Metacritic             | 67/100                 |
| Avaliações da crítica  |                        |
| Fonte                  | Avaliação              |
| The Washington Post    | (mista)                |
| Entertainment Weekly   | (A)                    |
| IGN                    | 8 de 10 estrelas.      |
| UGO Entertainment      | (favorável)            |
| TV Squad               | (favorável)            |

"Olhe para 30 Rock a florescer no próximo Arrested Development, mas esperemos que dure um pouco mais do que seus colegas da FOX".

O Metacritic deu a temporada um metascore — uma média ponderada com base na avaliação de 31 críticas — de 67%, significando geralmente favorável. O episódio piloto, foi geralmente bem recebido, no entanto, Marc D. Allan do The Washington Post afirmou que "os telespectadores que sintonizaram no primeiro mês ou viram mais o show, repararam que não foi consistentemente engraçado, mas depois de alguns episódios os escritores descobriram o núcleo da série, o impulso entre o personagem de Fey, Liz Lemon, a perturbada chefe de redacção do The Girlie Show, e Alec Baldwin o dominador executivo da rede, Jack Donaghy, que 30 Rock encontrou o seu ritmo." Henry Goldblatt da Entertainment Weekly, embora revendo o lançamento do DVD da temporada, chamou 30 Rock de "a melhor sitcom [da temporada de televisão de 2006-2007]". Goldblatt disse que os episódios "Hard Ball" e "The Break-Up" foram "alguns dos episódios mais fortes", e concedeu a primeira temporada um "A" grande.
Christopher Monfette do IGN pensou que a primeira temporada foi "bem escrita e interpretada de forma hilária" e que foi "refrescante viajar ao longo da temporada e ver esses personagens crescerem e evoluírem." Monfette deu à temporada uma pontuação de oito estrelas de dez (). Kyle Braun da UGO Entertainment disse que a "temporada não começou como a mais engraçada de 2006", mas elogiou a sua progressão, proclamando que "agora que o show encontrou o seu público, é difícil argumentar com os risos jogados para baixo do alto do 30 Rockefeller Plaza". Anna Johns da TV Squad, disse que ela foi "particularmente animada para os dois últimos terços da temporada, quando Tina Fey e Tracy Morgan conseguiram entrar em seu ritmo e os personagens de apoio começaram a receber as melhores histórias". Depois de seis episódios exibidos com boa recepção, a NBC renovou 30 Rock para uma temporada de 21 episódios em 1 de Dezembro de 2006.

### Audiência

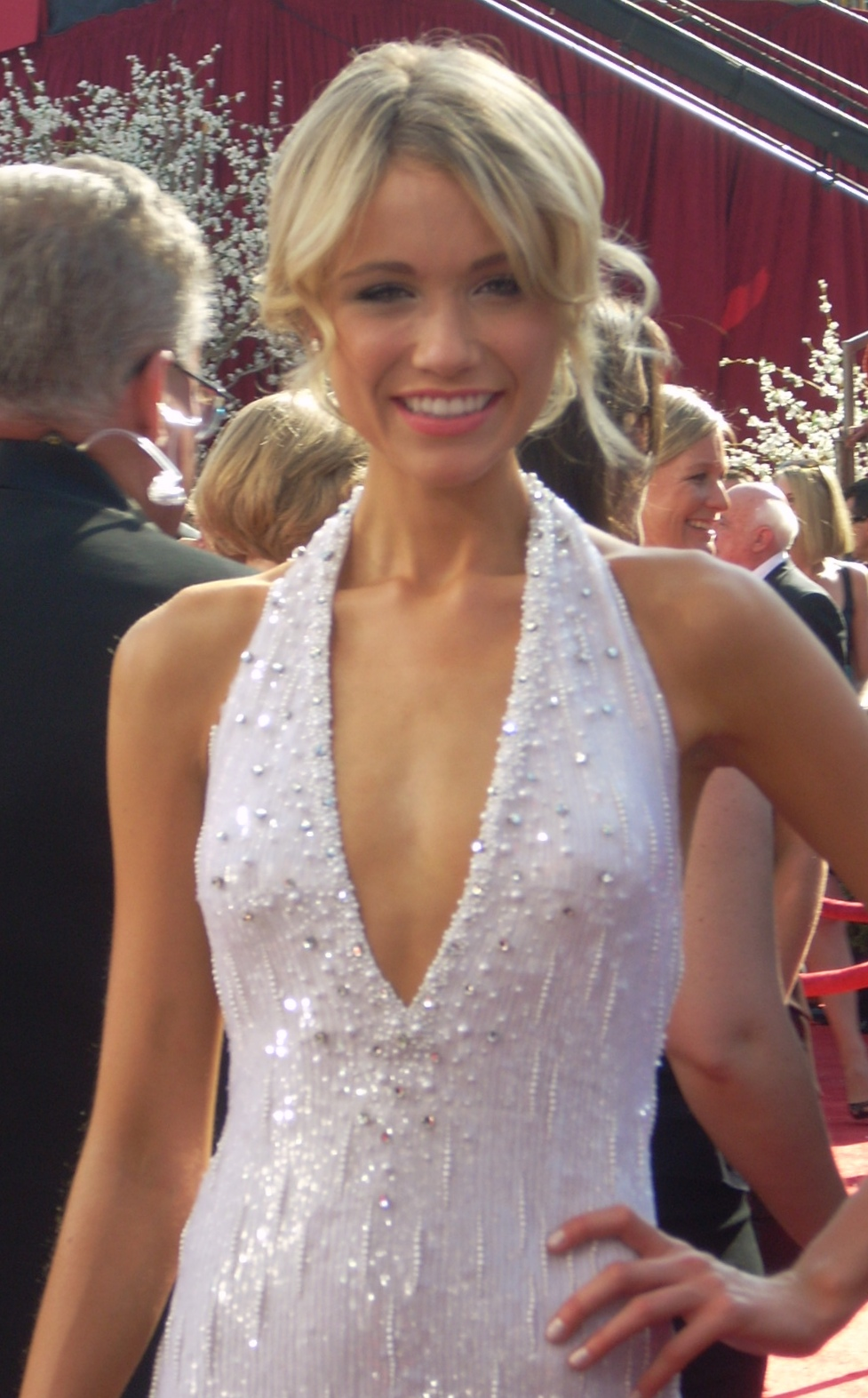
Katrina Bowden apareceu como Cerie Xerox, a assistente de Liz Lemon.

O episódio piloto recebeu 8,13 milhões de telespectadores, terminando em terceiro lugar em seu horário das 20h00. Após três exibições com audiências mais baixas nas seguintes três quartas-feiras, incluindo a mais baixa da série sendo 4,61 milhões de telespectadores, a NBC decidiu mudar 30 Rock para as quintas-feiras às 21h30. Sua primeira exibição em uma noite de quinta-feira foi em 16 de Novembro de 2006. Junto com essa mudança, a comédia com uma audiência mais baixa, Twenty Good Years foi colocada em hiato e, posteriormente, cancelada. A primeira exibição de 30 Rock numa quinta-feira foi vista por 5,19 milhões de telespectadores. A série, em seguida, recebeu audiências constantes de cerca de 5,5 milhões de espectadores até ao episódio "Hard Ball", quando uma baixa da série definida pelo episódio "Jack the Writer", foi recebida por apenas 4,61 milhões de espectadores assistindo ao episódio. Depois de mais três episódios, que tiveram audiências maiores que "Hard Ball", a NBC moveu 30 Rock para às 21h00 das quintas-feiras, servindo como lead-in de Scrubs. Após a sua primeira exibição às 21h00, o episódio "Fireworks", um episódio com maior tempo atraiu a atenção de 5,37 milhões de telespectadores. 30 Rock foi ao ar às 21h00 por quatro episódios. O final da temporada, "Hiatus", foi assistido por 4 720 000 pessoas. A primeira temporada teve uma média de 5,8 milhões de espectadores em todos os 21 episódios. Fora de toda a programação do horário nobre regular que foi ao ar durante a estação de televisão americana de 2006-2007, 30 Rock ficou em #102 numa lista de 142 de acordo com as Nielsen Ratings.

### Prémios e nomeações
A primeira temporada recebeu dez nomeações para os Emmy Awards, seis das quais foram para Primetime Emmy Awards e quatro foram para Creative Arts Emmy Awards. Duas destas dez nomeações foram conquistadas. Foram nas categorias de Melhor Série de Comédia e Melhor Actriz Convidada em Série de Comédia, que foi atribuído a Elaine Stritch pela sua interpretação de Colleen Donaghy, a mãe de Jack no episódio "Hiatus". Alec Baldwin ganhou um Golden Globe Award na categoria de Melhor Performance de um Actor em Série de Televisão - Comédia ou Musical, por sua interpretação de Jack Donaghy. Baldwin também ganhou um Screen Actors Guild Award na categoria de Melhor Actor em Série de Comédia ou Musical. Outros dos três prémios que Baldwin ganhou para a primeira temporada, foi um Television Critics Association Awards na categoria de Melhor Conquista Individual em Comédia. Tina Fey também foi indicada nessa categoria. Apesar das duas perdas de Fey nas categorias de actuação, ela ganhou um Gracie Allen Award na categoria Melhor Actriz principal em Série Comédia, pela sua interpretação de Liz Lemon.

## Episódios
| N.º (série) | N.º (temp.) | Título                  | Realizador(a)        | Argumentista(s)                | Transmissão original    | Cod. de produção | Telespectadores (em milhões) |
| --- | ----------- | ----------------------- | -------------------- | ------------------------------ | ----------------------- | ---------------- | ---------------------------- |
| 1 | 1           | "Pilot"                 | Adam Bernstein       | Tina Fey                       | 11 de Outubro de 2006   | 101              | 8,13                         |
| Liz Lemon é a principal escritora do The Girlie Show, um show de comédia que vai ao ar ao vivo filmado na Cidade de Nova Iorque no 30 Rockefeller Plaza. As coisas começam a se complicar quando seu novo chefe, Jack Donaghy, insiste que a estrela de cinema selvagem Tracy Jordan se junte ao elenco.                                                                                    |             |                         |                      |                                |                         |                  |                              |
| 2 | 2           | "The Aftermath"         | Adam Bernstein       | Tina Fey                       | 18 de Outubro de 2006   | 102              | 5,71                         |
| Jack faz grandes mudanças no show, renomeando-o para TGS with Tracy Jordan, e isso faz com que os holofotes fiquem longe de Jenna Maroney. Uma Liz indignada se esforça para manter todos felizes, mas é Tracy que salva o dia, fazendo uma festa para todo o elenco e equipa em um iate particular.                                                                                        |             |                         |                      |                                |                         |                  |                              |
| 3 | 3           | "Blind Date"            | Adam Bernstein       | John Riggi                     | 25 de Outubro de 2006   | 103              | 6,01                         |
| Percebendo que sua ausência quase total de uma vida social está a ter um efeito adverso sobre o seu trabalho, Jack arranja a Liz um encontro às cegas com uma amiga dele. Jack se infiltra no jogo de poker semanal dos escritores e começa a ganhar até que Kenneth, o paquete, se junta e prova ser um jogador surpresa adepto.                                                           |             |                         |                      |                                |                         |                  |                              |
| 4 | 4           | "Jack the Writer"       | Gail Mancuso         | Robert Carlock                 | 1 de Novembro de 2006   | 104              | 4,80                         |
| Jack decide juntar-se a Liz e sua equipa na sala dos escritores, mas a sua falta de habilidade para a escrita se torna por demais evidente e sua presença acaba por sufocar a criatividade dos outros. Tracy ensina Kenneth como ser bem sucedido e Liz incentiva Cerie, sua jovem assistente, a vestir-se de forma menos reveladora.                                                       |             |                         |                      |                                |                         |                  |                              |
| 5 | 5           | "Jack-Tor"              | Don Scardino         | Robert Carlock                 | 16 de Novembro de 2006  | 105              | 5,20                         |
| Forçado por Jack para anunciar produtos da General Electric no show, Liz integra Jack num esquema auto-referencial sobre a colocação de produtos. Frank e Toofer enganam Jenna fazendo-a pensar que seu emprego está em perigo e Liz se pergunta se Tracy pode ser analfabeto, quando ele se recusa a ler as placas de sinalização.                                                         |             |                         |                      |                                |                         |                  |                              |
| 6 | 6           | "Jack Meets Dennis"     | Juan José Campanella | Jack Burditt                   | 30 de Novembro de 2006  | 106              | 5,97                         |
| Quando Liz reata com seu ex-namorado, Dennis Duffy, Jack a convence-a que ela é dirigida por uma vida de mediocridade. Tracy fica furioso quando uma revista o chama de "normal" e Jenna fica preocupada com a sua idade quando Jack a pergunta quantos anos ela tem. |             |                         |                      |                                |                         |                  |                              |
| 7 | 7           | "Tracy Does Conan"      | Adam Bernstein       | Tina Fey                       | 6 de Dezembro de 2007   | 107              | 6,84                         |
| Jack tira Jenna do Late Night with Conan O'Brien e coloca Tracy em seu lugar. Para piorar tudo, Tracy acabou sua medicação, e portanto, está agindo mais errático do que nunca. Jack encoraja o produtor careca Pete Hornberger a usar uma peruca. |             |                         |                      |                                |                         |                  |                              |
| 8 | 8           | "The Break-Up"          | Scott Ellis          | Dave Finkel & Brett Baer       | 14 de Dezembro de 2006  | 108              | 5,90                         |
| Liz finalmente deixa Dennis e anda a procurar um novo namorado, onde ela revela-se particularmente inepta em paquerar indivíduos. Tracy e Toofer desentendem-se, e como castigo vao para uma aula sobre treino de sensibilidade, e Jack namora um certo "membro afro-americano do alto escalão da Administração Bush".                                                                      |             |                         |                      |                                |                         |                  |                              |
| 9 | 9           | "The Baby Show"         | Michael Engler       | Jack Burditt                   | 4 de Janeiro de 2007    | 109              | 5,90                         |
| Cerie fica noiva para que ela possa ser um "jovem mãe gostosa", fazendo com que Liz pense em casamento e ter uma família. Jack tem dificuldade em lidar com sua própria mãe dominadora, que quer morar com ele, e Tracy fica aborrecido com a impressão de Josh dele. |             |                         |                      |                                |                         |                  |                              |
| 10 | 10          | "The Rural Juror"       | Beth McCarthy-Miller | Matt Hubbard                   | 11 de Janeiro de 2007   | 110              | 6,10                         |
| A amizade de Liz e Jenna é posta à prova quando Liz admite que não gosta do novo filme dela. Para obter-se fora do débito, Tracy coloca seu nome em uma "máquina de carne" que elimina o "pão" das sanduíches. |             |                         |                      |                                |                         |                  |                              |
| 11 | 11          | "The Head and the Hair" | Gail Mancuso         | Tina Fey & John Riggi          | 18 de Janeiro de 2007   | 111              | 5,00                         |
| Dois rapazes, um nerd cerebral e um pedaço lindo, captam a atenção de Liz e Jenna. Jack e Kenneth trocam de lugar por um dia e Tracy pede a Frank e Toofer para escreverem sua autobiografia em um dia. |             |                         |                      |                                |                         |                  |                              |
| 12 | 12          | "Black Tie"             | Don Scardino         | Kay Cannon & Tina Fey          | 1 de Fevereiro de 2007  | 112              | 5,70                         |
| Liz vai a uma festa de aniversário de um príncipe estrangeiro com Jack e ele encontra sua ex-esposa. Tracy tenta convencer Pete a trair sua esposa numa festa enquanto Kenneth incentiva-lhe a não fazer isso. |             |                         |                      |                                |                         |                  |                              |
| 13 | 13          | "Up All Night"          | Michael Engler       | Tina Fey                       | 8 de Fevereiro de 2007  | 113              | 5,20                         |
| Os escritores lutam para fazer um Dia dos Namorados por toda noite. Liz recebe flores de um admirador secreto, Jack passa o dia todo divorciado depois de anos de separação judicial, Tracy tenta passar a noite com sua esposa, Pete esquece o feriado e Kenneth é encorajado a prosseguir com Cerie.                                                                                      |             |                         |                      |                                |                         |                  |                              |
| 14 | 14          | "The C Word"            | Adam Bernstein       | Tina Fey                       | 15 de Fevereiro de 2007 | 114              | 4,90                         |
| Depois de ser criticado por seus hábitos de trabalho de seus colegas de trabalho, Liz decide ser mais tolerante com sua equipe e trabalhar horas extraordinárias em si mesma. Enquanto isso, Jack leva Tracy a um evento de golfe importante para se aproximar de Don Geiss, o CEO da General Electric, mas o tiro sai pela culatra quando Tracy decide soltar as suas "bombas da verdade". |             |                         |                      |                                |                         |                  |                              |
| 15 | 15          | "Hard Ball"             | Don Scardino         | Matt Hubbard                   | 22 de Fevereiro de 2007 | 115              | 4,60                         |
| Quando o contrato de Josh aparece para negociação, Jack tenta economizar dinheiro em não renová-lo, enquanto Liz tenta impedir Josh de se juntar ao elenco de um show rival. Enquanto isso, Tracy permite Kenneth em sua comitiva e Jenna começa a ter problemas depois que ela é citada erroneamente em uma revista popular.                                                               |             |                         |                      |                                |                         |                  |                              |
| 16 | 16          | "The Source Awards"     | Don Scardino         | Robert Carlock & Daisy Gardner | 1 de Março de 2007      | 116              | 5,62                         |
| Jack pede a um produtor de rap para o ajudar a vender a sua linha de champanhe com um sabor horrível, enquanto Tracy relevantemente apresenta o The Source Awards, uma entrega de prémios para gente negra. Liz tenta acabr o namoro com um homem negro que ela não gosta sem parecer racista.                                                                                              |             |                         |                      |                                |                         |                  |                              |
| 17 | 17          | "The Fighting Irish"    | Dennie Gordon        | Jack Burditt                   | 8 de Março de 2007      | 117              | 5,20                         |
| O há muito tempo perdido irmão de Jack, Eddie, aparece e anuncia a morte de seu pai. Enquanto isso, Liz é forçada a fazer cortes de pessoal, por isso, despede sua rival romântica, a "Other Liz", enquanto Tracy procura realização espiritual a pedido do seu advogado. |             |                         |                      |                                |                         |                  |                              |
| 18 | 18          | "Fireworks"             | Beth McCarthy        | Dave Finkel & Brett Baer       | 5 de Abril de 2007      | 118              | 5,40                         |
| Ameaçado por um chibo da Costa Oeste, Jack pede a Kenneth para o ajudar a combater qualquer tentativa de usurpação do seu trono de TV. Enquanto isso, Tracy descobre que ele é um descendente directo de Thomas Jefferson e Liz mente ser alcoólica para se aproximar de sua paixão. |             |                         |                      |                                |                         |                  |                              |
| 19 | 19          | "Corporate Crush"       | Don Scardino         | John Riggi                     | 12 de Abril de 2007     | 119              | 5,20                         |
| Liz encontrou a felicidade com Floyd enquanto Jack segue uma relação com Phoebe, uma excêntrica leiloeira da loja Christie's que sofre de "Síndrome de Osso Aviário". Tracy via para a atenção de Don Geiss, na esperança de transformar em realidade sua ideia de fazer um filme sobre Thomas Jefferson.                                                                                   |             |                         |                      |                                |                         |                  |                              |
| 20 | 20          | "Cleveland"             | Paul Feig            | Jack Burditt & Robert Carlock  | 19 de Abril de 2007     | 120              | 5,20                         |
| Cansado de Nova Iorque e frustrado com sua carreira, Floyd contempla uma mudança para o Centro Oeste e pergunta a Liz se ela consideraria deixar para trás o TGS. Tracy descobre que a Cruzada Negra está atrás dele e Jack continua a se preparar para seu casamento com Phoebe. |             |                         |                      |                                |                         |                  |                              |
| 21 | 21          | "Hiatus"                | Don Scardino         | Tina Fey                       | 26 de Abril de 2007     | 121              | 4,70                         |
| Como o hiato de verão do TGS se aproxima, Liz lida com as dificuldades de seu relacionamento de longa distância com Floyd enquanto tenta encontrar Tracy, que se esconde com o incivilizado primo de Kenneth, Jesse Parcell. Entretanto, o casamento iminente de Jack traz a sua mãe, Colleen Donaghy, para a cidade.                                                                       |             |                         |                      |                                |                         |                  |                              |